# Seznam zahraničních filmů natočených v Česku
Toto je seznam zahraničních filmů natočených v Česku. Tento seznam ještě není kompletní, je ale neustále doplňován.
| Film                                      | Žánr                                    | Země                                    | Premiéra | Rozpočet           | Tržby               |
| ----------------------------------------- | --------------------------------------- | --------------------------------------- | -------- | ------------------ | ------------------- |
| Aféra s náhrdelníkem                      | historické drama                        | USA                                     | 2001     |                    | 471 210 dolarů      |
| Agent bez minulosti                       | akční                                   | USA                                     | 2002     | 60 milionů dolarů  | 214 milionů dolarů  |
| Amadeus                                   | historické drama                        | USA                                     | 1984     | 18 milionů dolarů  | 64 milionů dolarů   |
| Anthropoid                                | historický válečný thriller životopisný | Francie / Velká Británie / Česko        | 2016     |                    |                     |
| Angelika                                  | romantická                              | Francie / Belgie / Česko / Rakousko     | 2013     |                    |                     |
| Armáda lupičů                             | akční / horor / krimi                   | Německo / USA / Česko                   | 2021     |                    |                     |
| Asterix a Obelix: Mise Kleopatra          | komedie                                 | Francie                                 | 2002     | 47 milionů dolarů  | 111 milionů dolarů  |
| Ballerina                                 | Akční / Thriller                        | USA                                     | 2023     |                    |                     |
| Bang Bang!                                | akční                                   | Indie                                   | 2014     | 13 milionů dolarů  | 48 milionů dolarů   |
| Bazén                                     | horor                                   | Německo                                 | 2000     |                    |                     |
| Bídníci                                   | historické drama                        | Velká Británie / Německo / USA          | 1998     |                    |                     |
| Blade 2                                   | akční horor                             | USA / Německo                           | 2002     |                    |                     |
| Krev a zlato                              | Akční / Drama / Válečný                 | Německo                                 | 2023     |                    |                     |
| Bratři Bloomovi                           | komedie                                 | USA                                     | 2009     | 20 milionů dolarů  | 5,5 milionu dolarů  |
| Borg/McEnroe                              | životopisné sportovní drama             | Švédsko / Dánsko / Finsko               | 2017     |                    |                     |
| Casino Royale                             | akční špionážní thriller                | Velká Británie / USA / Německo / Bahamy | 2006     |                    |                     |
| Česká spojka                              | akční                                   | USA                                     | 2002     | 70 milionů dolarů  | 66 milionů dolarů   |
| Devátý den                                | válečné drama                           | Německo                                 | 2004     |                    |                     |
| Dítě číslo 44                             | krimi thiller                           | USA / Velká Británie / Rumunsko         | 2015     |                    |                     |
| Doom                                      | akční sci-fi                            | Velká Británie / Německo / USA          | 2005     |                    |                     |
| Vyproštění 2                              | akční thriller                          | USA                                     | 2022     |                    |                     |
| Eurotrip                                  | komedie                                 | USA                                     | 2004     | 25 milionů dolarů  | 21 milionů dolarů   |
| Hannibal - Zrození                        | hororový thriller                       | USA                                     | 2007     | 50 milionů dolarů  | 82 milionů dolarů   |
| Hannibal                                  | hororový thriller                       | USA                                     | 2001     | 87 milionů dolarů  | 352 milionů dolarů  |
| Hartova válka                             | válečné drama                           | USA                                     | 2002     | 70 milionů dolarů  | 33 milionů dolarů   |
| Hellboy                                   | akční                                   | USA                                     | 2004     | 66 milionů dolarů  | 99 milionů dolarů   |
| Hon za svobodou                           | romantická komedie                      | USA                                     | 2004     | 23 milionů dolarů  | 12 milionů dolarů   |
| Hostel                                    | horor                                   | USA                                     | 2005     | 5 milionů dolarů   | 80,5 milionů dolarů |
| Iluzionista                               | mysteriózní thriller                    | USA                                     | 2006     |                    |                     |
| Jatka č. 5                                | válečný                                 | USA                                     | 1972     |                    |                     |
| Králíček Jojo                             | Komedie / Drama / Válečný               | USA / Nový Zéland                       | 2019     |                    |                     |
| Krvavě rudé nebe                          | Akční / Horor / Thriller                | Německo / USA                           | 2021     |                    |                     |
| Kosmetička a zvíře                        | komedie / romantika                     | USA                                     | 1997     |                    |                     |
| Kvílení vlkodlaků II                      | Horor                                   | Velká Británie / USA / Československo   | 1985     |                    |                     |
| Ledová archa                              | akční thriller                          | USA / Jižní Korea / Francie             | 2013     |                    |                     |
| Legenda jménem T-34                       | válečné drama                           | Rusko                                   | 2018     |                    |                     |
| Liga výjimečných                          | akční sci-fi                            | USA                                     | 2003     | 78 milionů dolarů  | 179 milionů dolarů  |
| Letopisy Narnie: Lev, čarodějnice a skříň | dobrodružný, fantasy                    | USA / VB                                | 2005     |                    |                     |
| Letopisy Narnie: Princ Kaspian            | Dobrodružný / Rodinný / Fantasy         | USA / Polsko / Slovinsko / ČR           | 2008     |                    |                     |
| Mission: Impossible                       | akční                                   | USA                                     | 1996     | 80 milionů dolarů  | 458 milionů dolarů  |
| Mission: Impossible – Ghost Protocol      | akční                                   | USA                                     | 2011     | 145 milionů dolarů | 695 milionů dolarů  |
| Mladý Indiana Jones                       | akční / dobrodružný / historický        | USA                                     | 2000     |                    |                     |
| Most u Remagenu                           | válečný                                 | USA                                     | 1969     |                    | 1,6 milionu dolarů  |
| Mrtvá hlídka                              | Drama / Horor / Válečný / Thriller      | Velká Británie / Německo                | 2002     |                    |                     |
| Na západní frontě klid                    | válečný / akční / drama                 | Německo / USA                           | 2022     |                    |                     |
| Napola                                    | válečné drama                           | Německo                                 | 2004     |                    | 3,8 milionu dolarů  |
| Nesnesitelná lehkost bytí                 | drama                                   | USA                                     | 1994     | 17 milionů dolarů  | 10 milionů dolarů   |
| Obchodník se smrtí                        | akční                                   | USA                                     | 2005     | 50 milionů dolarů  | 73 milionů dolarů   |
| Operace Daybreak                          | válečný                                 | USA                                     | 1975     |                    |                     |
| Paříž 36                                  | drama                                   | Francie / Německo                       | 2008     |                    |                     |
| Poslední prázdniny                        | komedie                                 | USA                                     | 2006     |                    |                     |
| Pražský student                           | drama                                   | Německo                                 | 1913     |                    |                     |
| Princ a já                                | romantická komedie                      | USA                                     | 2004     |                    |                     |
| Proces                                    | drama                                   | Velká Británie                          | 1993     |                    |                     |
| Příběh rytíře                             | akční a romantická komedie              | USA                                     | 2001     |                    |                     |
| Serena                                    | drama                                   | USA / Francie                           | 2014     |                    |                     |
| Spider-Man: Daleko od domova              | akční sci-fi                            | USA                                     | 2019     |                    |                     |
| Spy Game                                  | akční thriller                          | USA                                     | 2001     |                    |                     |
| Stalingrad                                | válečný                                 | Německo                                 | 1993     |                    |                     |
| Stíhači Red Tails                         | válečný                                 | USA                                     | 2012     |                    |                     |
| Swing Kids                                | drama                                   | USA                                     | 1993     |                    |                     |
| Špión, který mi dal kopačky               | akční komedie                           | USA                                     | 2018     |                    |                     |
| The Devil Conspiraci                      | Horor                                   | USA                                     | 2023     |                    |                     |
| The Gray Man                              | thriller / drama                        | USA                                     | 2022     |                    |                     |
| Tristan a Isolda                          | drama/romantika                         | Velká Británie / Německo / USA / Česko  | 2006     |                    |                     |
| Úkryt v zoo                               | životopisné drama                       | USA / Velká Británie                    | 2017     |                    |                     |
| Unaveni sluncem 2: Odpor                  | drama                                   | Rusko                                   | 2010     |                    |                     |
| Underworld                                | akční                                   | USA / Německo                           | 2003     |                    |                     |
| Van Helsing                               | akční                                   | USA                                     | 2004     |                    |                     |
| Vetřelec vs. Predátor                     | sci-fi                                  | USA / Německo / Velká Británie / Kanada | 2004     |                    |                     |
| Vrána                                     | Akční / Krimi / Fantasy                 | USA                                     | 2024     |                    |                     |
| Vlkodlaci z Temného Hvozdu                | Dobrodružný / Komedie                   | Francie                                 | 2024     |                    |                     |
| Wanted                                    | akční                                   | USA / Německo                           | 2008     |                    |                     |
| Westler                                   | drama                                   | Západní Německo                         | 1985     |                    |                     |
| xXx                                       | akční                                   | USA                                     | 2002     |                    |                     |
| Z pekla                                   | thriller                                | USA                                     | 2001     |                    |                     |
| Nosferatu                                 | horor / drama                           | USA                                     | 2024     |                    |                     |